# Les sept du Danube
Les Sept du Danube sont un groupe de sept femmes originaires d'Allemagne, d'Autriche et des États-Unis ordonnées prêtres sur un bateau naviguant sur le Danube le 29 juin 2002 par Rómulo Antonio Braschi (en), Ferdinand Regelsberger et un troisième évêque dont l'identité est inconnue. Leur ordination est l'une des très rares ordinations des femmes dans le christianisme.

## Ordination en 2002
Le 29 juin 2002, sept femmes sont ordonnées sur une péniche navigant sur le Danube : Christine Mayr-Lumetzberger, Adelinde Theresia Roitinger, Gisela Forster, Iris Muller, Ida Raming (en), Pia Brunner et Angela White (pseudonyme de Dagmar Braun Celeste (en), ex-première dame de l'Ohio aux États-Unis d'origine autrichienne). Parmis les 7 femmes ordonnées, 3 sont devenues évêques (notamment Gisela Forster et Christine Mayr- Lumetzberger) et annoncent leur intention de continuer d'ordonner d'autres femmes.
L'ordination de Rómulo Antonio Braschi, évêque argentin catholique indépendant s'inscrit dans la ligne de la succession apostolique et est donc considérée valide par l'Église catholique romaine, mais il est excommunié par le Vatican.
Les ordinations de ces sept femmes femmes ne sont pas reconnues par l'Église catholique romaine, bien qu'elles-mêmes et leurs successeures les considèrent valides, et qu'elles aient même étudié dans un programme de trois ans, conçu par Christine Mayr-Lumetzberger, avant leur ordination,.

## Excommunication
Le 10 juillet 2002, la Congrégation pour la doctrine de la foi émet un monitum contre les femmes, les avertissant qu'elles vont être excommuniées si elles n'acceptent pas l'invalidité de leurs ordinations et ne se repentent pas. En conséquence de leur ordination considérée comme une violation du droit canonique, notamment des canons 1008-1009 et 1024-1025, et de leur refus de se repentir, le Vatican les excommunie. Les femmes demandent au Vatican de révoquer l'excommunication, mais cette demande est rejetée dans le Décret sur la tentative d'ordination de certaines femmes catholiques (en),.

## Conséquences
Suite à cette première ordination de femme connue dans l'histoire de l'église catholique romaine, est créée l'Association des femmes prêtres catholiques romaines. Cette association compte en 2025 12 femmes évêques et 300 prêtres dans le monde. Les cérémonies d'ordination sont en générale clandestines. D'autres femmes sont ordonnées par la suite : Christina Moreira en Espagne, Myra Brown à Rochester. En 2024, le film Femmes prêtres, vocations interdites réalisé par Marie Mandy décrit le parcours de ces femmes qui se sont fait ordonner pour pouvoir administrer les sacrements de l'église catholique.

## Lectures complémentaires
- (en) « Church kicks out women 'priests' », BBC,‎ 5 août 2002 (lire en ligne, consulté le 7 août 2025)
- (it) « Monitum della Congregazione per la Dottrine della Fede circa l'attentata ordinazione sacerdotale di aclune donne cattoliche » [« « Monitum » de la Congrégation pour la Doctrine de la foi sur la tentative d'ordination de certaines femmes catholiques »], sur press.vatican.va, 10 juillet 2002 (consulté le 7 août 2025)